# Överby, Trollhättan
Överby är en stadsdel i Trollhättan med omkring 200 invånare. Den är belägen väster om Göta älv, 5 km norr om stadens centrum, och är mest känt för sitt stora handelsområde, Överby köpcenter (se nedan), med en mängd butiker och stormarknader. Området inkorporerades i Trollhättans stad 1945. Det bestod då huvudsakligen av byarna Överby och Ladugårdsbyn, med bondgårdar och en del spridd egnahemsbebyggelse, vilken till stor del ännu finns kvar. 1962 anlades här Överby vattenverk, som idag förser samtliga tätorter i kommunen med dricksvatten. Någon större förändring skedde i övrigt inte förrän 1981 då Stallbackabron invigdes och riksväg 45 (numera E45) och senare riksväg 44 kom att få sin nya sträckning rakt genom området.

## Överby köpcenter

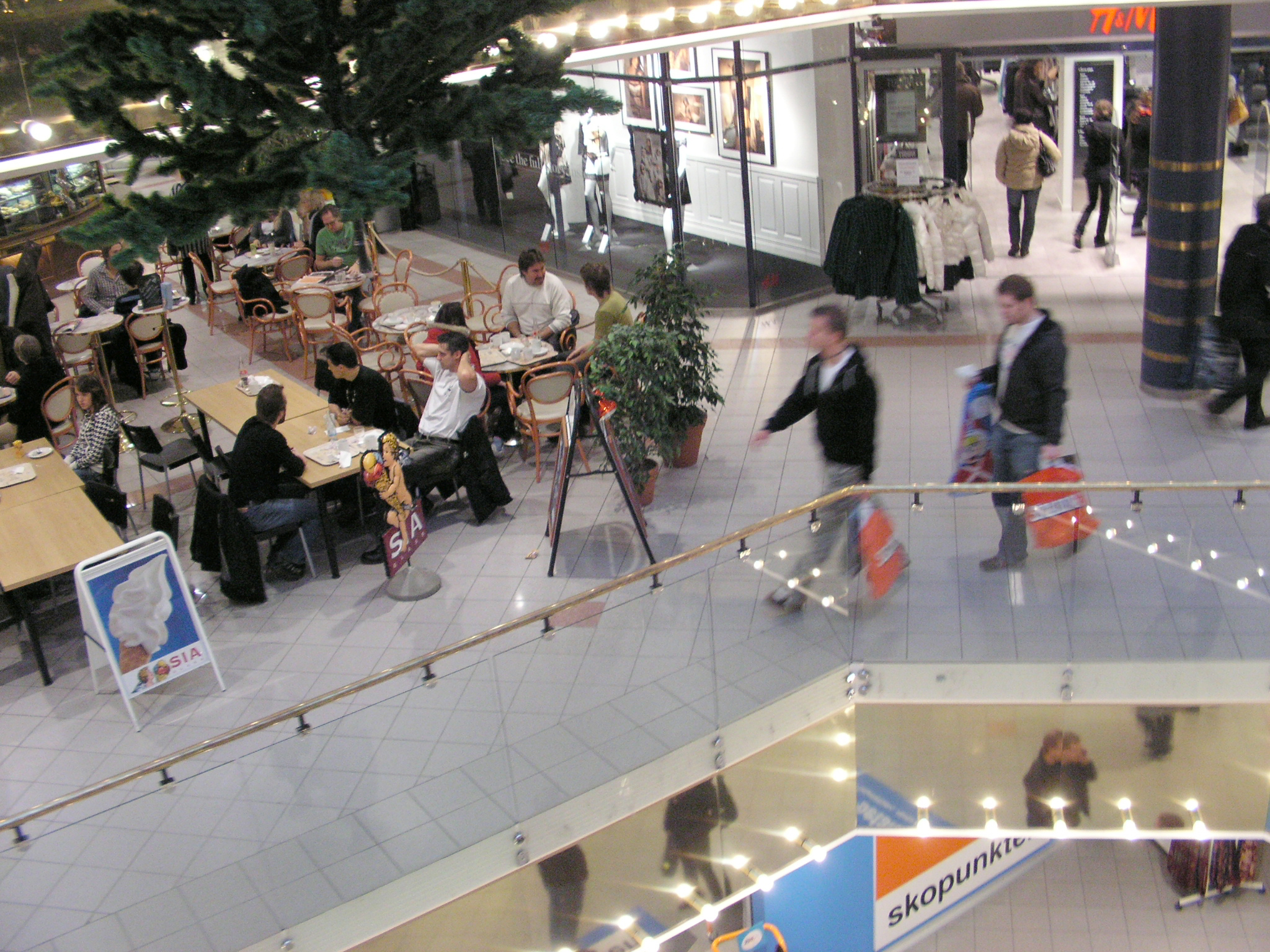
Siba-huset, Överby köpcentrum, under juletid.

Överby köpcenter började planeras i samband med Stallbackabrons invigning 1981 och år 1987 slog de första fem affärerna upp sina portar; Carlsteins, Obs! (nuvarande Stora Coop), Trollhatten, Överby Klädmarknad och TBH Biltillbehör. Tre år senare, när Siba-huset, Direkt (nuvarande ICA Maxi) och McDonald's etablerades på platsen började man kunna tala om ett riktigt köpcenter, som på den tiden uppgick till totalt cirka 40 butiker. Idag har köpcentret tre huvudbyggnader: Etage, SIBA-huset och en ej namngiven byggnad. På området finns omkring 100 butiker och restauranger.
Coops fastighet på 10 000 kvm köps 2015 upp av Thon Property AB. Redan året innan hade Thon Property köpt Etage från Steen & Strøm.
Överby köpcenter beräknas ha omkring 7 miljoner besökare per år och den gemensamma omsättningen uppgår till cirka 2 - 2,5 miljarder svenska kronor. De flesta bor i regionen, och Överby har till betydande del tagit över handeln från centrum i Trollhättan och Vänersborg. De flesta besökare åker bil, men det finns också tät busstrafik (Västtrafik).

## Butiker
- BRL Elektronik
- Biltema
- Junkyard
- City Gross
- Stora Coop - Tidigare Obs
- Dressman
- 157
- Jula
- Elgiganten
- Granngården - Tidigare Odal
- Ica Maxi - Tidigare Direkt
- Intersport
- Jysk
- Jernia Outlet
- Kjell & Company
- Rusta
- Clas Ohlson
- Stadium
- Specsavers
- Systembolaget
- Tele2
- Tre (Mobiltelefoni)
- Team Sportia
- Teknikmagasinet